# Boletín del Instituto Nacional de Investigaciones Agronómicas
Boletín del Instituto Nacional de Investigaciones Agronómicas (abreviado Bol. Inst. Nac. Invest. Agron.) fue una revista editada por Instituto Nacional de Investigaciones Agronómicas (INIA) en España y publicada entre 1935 y 1970.